# Friedberg, Bavaria
Friedberg este un oraș din districtul Aichach-Friedberg, regiunea administrativă Șvabia, landul Bavaria, Germania.

## Personalități născute aici
- Balthasar Hubmaier (1485-1528), reformator anabaptist

## Galerie de imagini

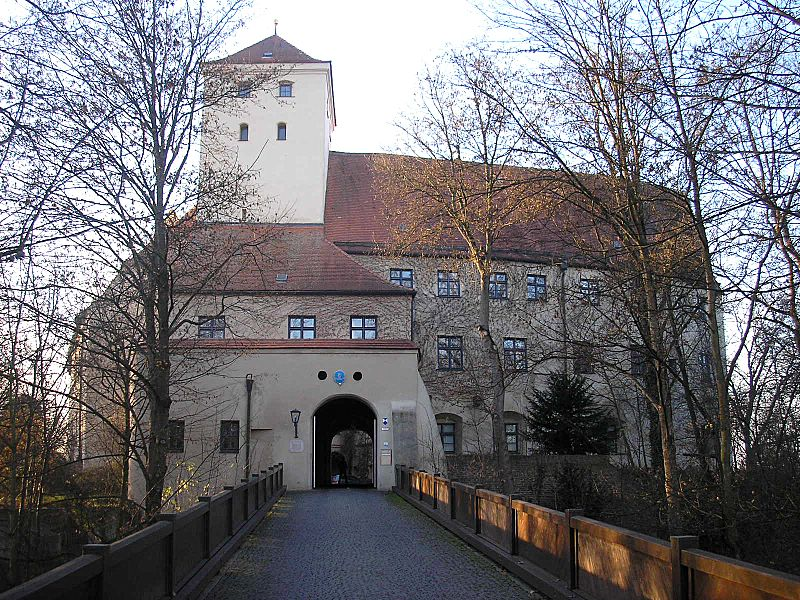
Castelul